# Prague Open 2021 - Qualificazioni singolare
Le qualificazioni del singolare del Prague Open 2021 sono state un torneo di tennis preliminare per accedere alla fase finale della manifestazione. Le vincitrici dell'ultimo turno sono entrate di diritto nel tabellone principale. In caso di ritiro di una o più giocatrici aventi diritto, a questi sono subentrati i Lucky loser, ossia le giocatrici che hanno perso nell'ultimo turno ma che avevano una classifica più alta rispetto alle altre partecipanti che avevano comunque perso nel turno finale.

## Teste di serie
1. Anastasija Gasanova (ultimo turno)
2. Asia Muhammad (qualificata)
3. Isabella Šinikova (qualificata)
4. Samantha Murray (spostata al tabellone principale)
5. Rebecca Šramková (qualificata)
6. Urszula Radwańska (qualificata)

1. Conny Perrin (ultimo turno)
2. Liang En-shuo (ultimo turno)
3. Anastasia Zakharova (ultimo turno)
4. Jodie Burrage (qualificata)
5. Yuan Yue (ultimo turno)
6. Naiktha Bains (qualificata)

### Qualificate
1. Jodie Burrage
2. Asia Muhammad
3. Isabella Šinikova

1. Naiktha Bains
2. Rebecca Šramková
3. Urszula Radwańska

## Tabellone

### Legenda
| - Q = Qualificato - WC = Wild card - LL = Lucky loser | - ALT = Alternate - SE = Special Exempt - PR = Protected Ranking | - w/o = Walkover - r = Ritirato - d = Squalificato |

### Sezione 1
|  | Primo turno | Primo turno         | Primo turno         | Primo turno | Primo turno |  |  | Ultimo turno | Ultimo turno        | Ultimo turno        | Ultimo turno | Ultimo turno |  |
|  |             |                     |                     |             |             |  |  |              |                     |                     |              |              |  |
|  | 1           | Anastasija Gasanova | Anastasija Gasanova | 6           | 6           |  |  |              |                     |                     |              |              |  |
|  |             | María Lourdes Carlé | María Lourdes Carlé | 1           | 3           |  |  | 1            | Anastasija Gasanova | Anastasija Gasanova | 1            | 1            |  |
|  | WC          | Patricie Kubíková   | Patricie Kubíková   | 5           | 1           |  |  | 10           | Jodie Burrage       | Jodie Burrage       | 6            | 6            |  |
|  | 10          | Jodie Burrage       | Jodie Burrage       | 7           | 6           |  |  |              |                     |                     |              |              |  |

### Sezione 2
|  | Primo turno | Primo turno         | Primo turno         | Primo turno | Primo turno |  |  | Ultimo turno | Ultimo turno        | Ultimo turno        | Ultimo turno | Ultimo turno |  |
|  |             |                     |                     |             |             |  |  |              |                     |                     |              |              |  |
|  | 2           | Asia Muhammad       | Asia Muhammad       | 6           | 6           |  |  |              |                     |                     |              |              |  |
|  | WC          | Denisa Hindová      | Denisa Hindová      | 2           | 0           |  |  | 2            | Asia Muhammad       | Asia Muhammad       | 6            | 7            |  |
|  | WC          | Linda Klimovičová   | Linda Klimovičová   | 2           | 5           |  |  | 9            | Anastasia Zakharova | Anastasia Zakharova | 3            | 5            |  |
|  | 9           | Anastasia Zakharova | Anastasia Zakharova | 6           | 7           |  |  |              |                     |                     |              |              |  |

### Sezione 3
|  | Primo turno | Primo turno         | Primo turno         | Primo turno | Primo turno |  |  | Ultimo turno | Ultimo turno      | Ultimo turno      | Ultimo turno | Ultimo turno |  |
|  |             |                     |                     |             |             |  |  |              |                   |                   |              |              |  |
|  | 3           | Isabella Šinikova   | Isabella Šinikova   | 6           | 7           |  |  |              |                   |                   |              |              |  |
|  |             | Riya Bhatia         | Riya Bhatia         | 2           | 5           |  |  | 3            | Isabella Šinikova | Isabella Šinikova | 6            | 6            |  |
|  |             | Miriam Kolodziejová | Miriam Kolodziejová | 2           | 3           |  |  | 7            | Conny Perrin      | Conny Perrin      | 2            | 2            |  |
|  | 7           | Conny Perrin        | Conny Perrin        | 6           | 6           |  |  |              |                   |                   |              |              |  |

### Sezione 4
|  | Primo turno | Primo turno     | Primo turno     | Primo turno | Primo turno |  |  | Ultimo turno | Ultimo turno     | Ultimo turno     | Ultimo turno | Ultimo turno |  |
|  |             |                 |                 |             |             |  |  |              |                  |                  |              |              |  |
|  |             |                 |                 |             |             |  |  |              |                  |                  |              |              |  |
|  |             |                 |                 |             |             |  |  | WC           | Tereza Valentová | Tereza Valentová | 2            | 2            |  |
|  | WC          | Barbora Miklová | Barbora Miklová | 1           | 0r          |  |  | 12           | Naiktha Bains    | Naiktha Bains    | 6            | 6            |  |
|  | 12          | Naiktha Bains   | Naiktha Bains   | 6           | 0           |  |  |              |                  |                  |              |              |  |

### Sezione 5
|  | Primo turno | Primo turno      | Primo turno      | Primo turno | Primo turno |  |  | Ultimo turno | Ultimo turno     | Ultimo turno     | Ultimo turno | Ultimo turno |  |
|  |             |                  |                  |             |             |  |  |              |                  |                  |              |              |  |
|  | 5           | Rebecca Šramková | Rebecca Šramková | 6           | 6           |  |  |              |                  |                  |              |              |  |
|  | WC          | Barbora Palicová | Barbora Palicová | 1           | 4           |  |  | 5            | Rebecca Šramková | Rebecca Šramková | 6            | 6            |  |
|  |             | Tara Moore       | Tara Moore       | 5           | 69          |  |  | 11           | Yuan Yue         | Yuan Yue         | 3            | 2            |  |
|  | 11          | Yuan Yue         | Yuan Yue         | 7           | 711         |  |  |              |                  |                  |              |              |  |

### Sezione 6
|  | Primo turno | Primo turno       | Primo turno       | Primo turno | Primo turno |  |  | Ultimo turno | Ultimo turno      | Ultimo turno      | Ultimo turno | Ultimo turno |  |
|  |             |                   |                   |             |             |  |  |              |                   |                   |              |              |  |
|  | 6           | Urszula Radwańska | Urszula Radwańska | 6           | 6           |  |  |              |                   |                   |              |              |  |
|  | WC          | Dominika Šalková  | Dominika Šalková  | 1           | 1           |  |  | 6            | Urszula Radwańska | Urszula Radwańska | 6            | 6            |  |
|  |             | Emina Bektas      | Emina Bektas      | 3           | 3           |  |  | 8/PR         | Liang En-shuo     | Liang En-shuo     | 2            | 4            |  |
|  | 8/PR        | Liang En-shuo     | Liang En-shuo     | 6           | 6           |  |  |              |                   |                   |              |              |  |